# Platylister diffusus
Platylister diffusus är en skalbaggsart som först beskrevs av Schmidt 1897.  Platylister diffusus ingår i släktet Platylister och familjen stumpbaggar. Inga underarter finns listade i Catalogue of Life.